# Успенское кладбище (Могилёв)
Успенское кладбище — ограниченно действующее кладбище в г. Могилёве, расположенное в начале улицы Леваневского, около улицы Челюскинцев. Известно с XVI века. Закрыто для захоронения в 1971 году. Площадь 2,6 га.

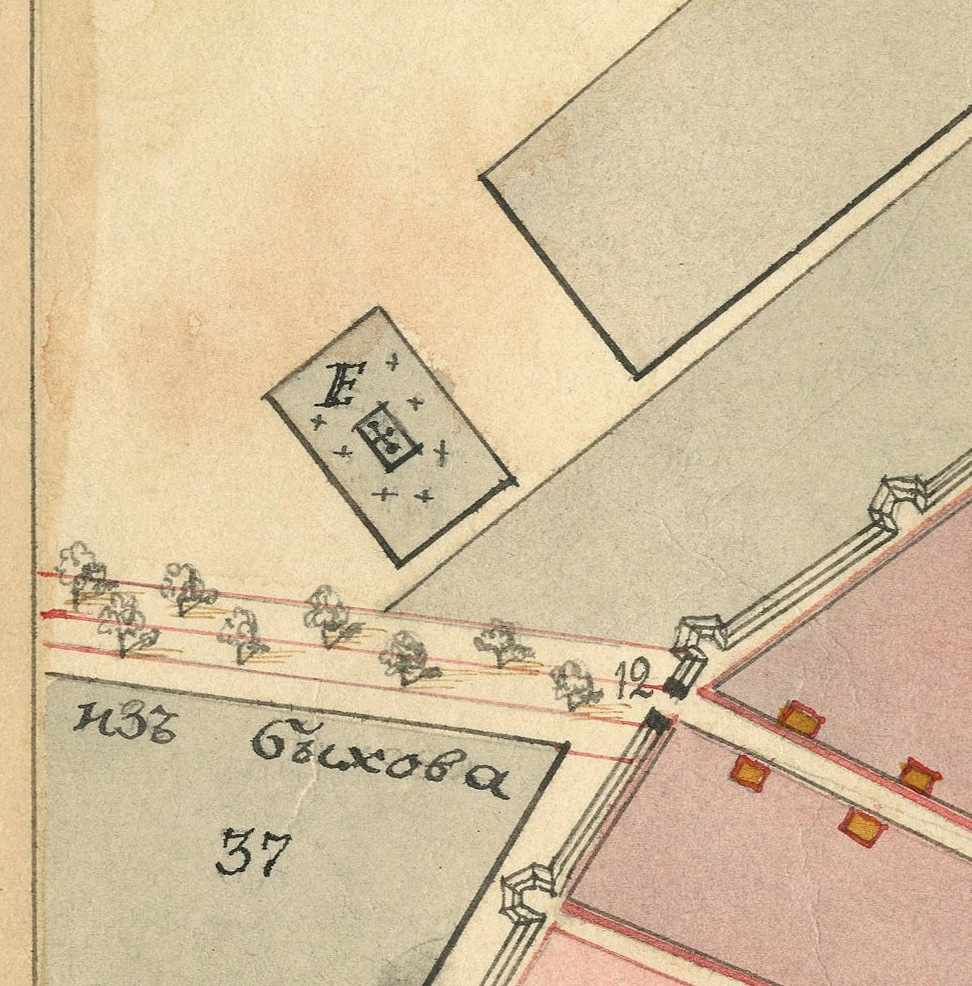
Успенское кладбище с церковью на плане города 1835 года.

Успенское кладбище известно с XVI века. Название кладбища происходит от Успенской церкви, которая располагалась неподалёку.
Считается, что в Могилеве находится древнейшее неопознанное захоронение, обнаруженное в начале 1990-х годов минским археологом Николаем Бычковым. Надгробие представляет собой лежащую на земле плиту из песчаника. На плите высечен герб: немецкий четырехчастный щит. В правом кантоне головы видны две стрелки, направленные вверх. Во втором и в третьем — три поперечные полоски (верхняя — длинная, вторая — немного короче, третья — самая короткая), в четвертом поле — две лилии, обращенные вверх. Корона и нашлемник хорошо видны. Фигур зверей на памятнике нет. Вверху плиты видны буквы A. H. W. Плита расколота на 3 части, герб плохо просматривается. Захоронение было обнесено забором, поставлена надпись «Историко-архитектурная ценность охраняется государством». По мнению кандидата исторических наук И. А. Пушкин, это захоронение относится к XVI веку и принадлежит одному из представителей рода Волович.

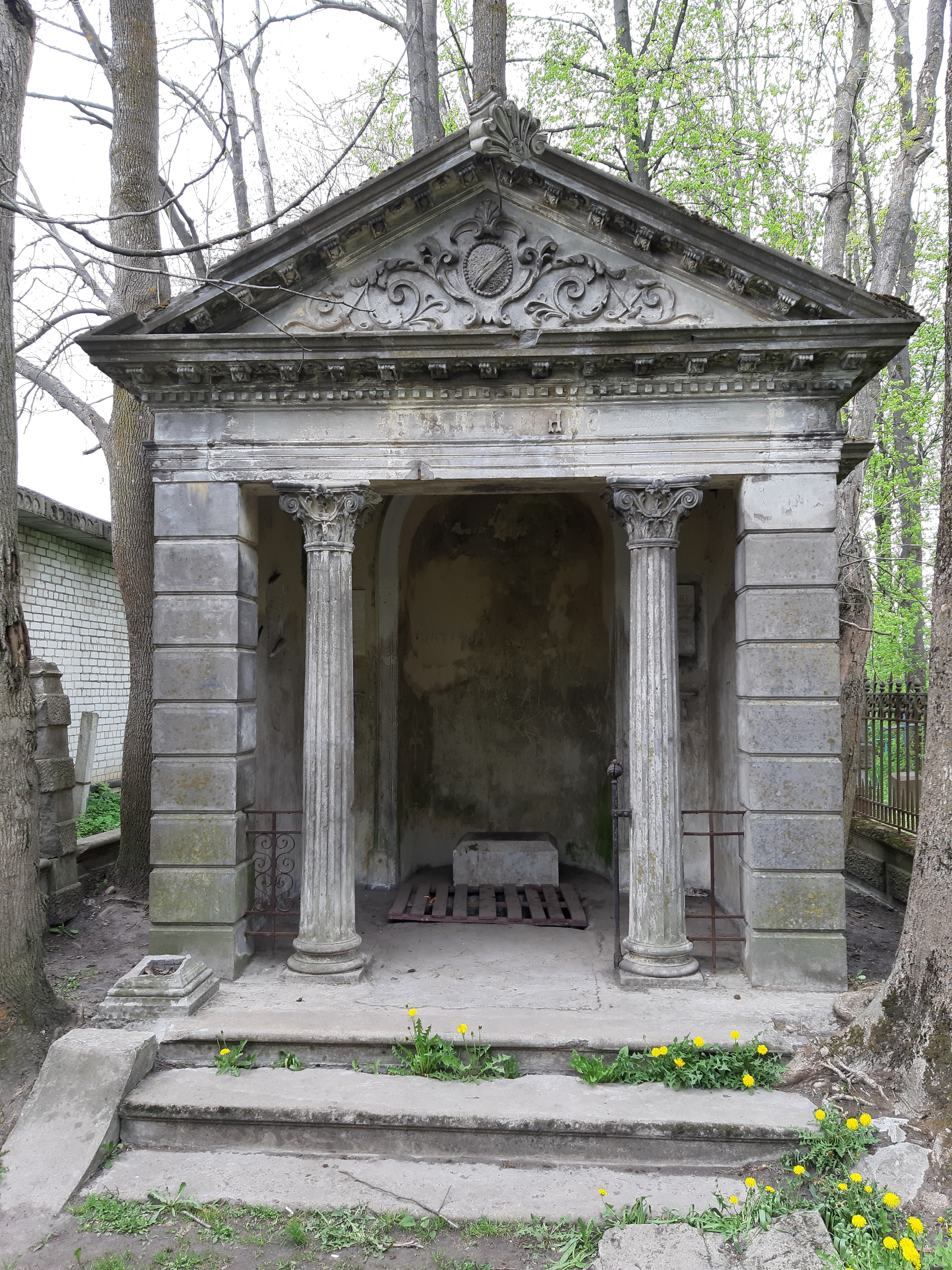
Часовня-усыпальница семьи Кленце

Остальные надгробные памятники возникли не ранее второй половины XIX века. На Успенском кладбище похоронены преимущественно представители городской православной знати, но есть и захоронения протестантов.
В конце 1930-х гг. в часовню на Успенском кладбище перевезли около 7 тыс. предметов из Музея истории религии и атеизма, перевезенных из взорванного собора Святого Иосифа, что составляло около четверти прежних фондов (остальные уничтожены и разграблены). Они сгорели летом 1941 года.
В 1939 году православные верующие Могилева собирались на Успенском кладбище, где молились рядом с «кладбищенской церковью». В годы Великой Отечественной войны оккупационные власти дали разрешение на проведение богослужений в ряде христианских храмов, которые были насильственно закрыты в 1930-е гг. советской властью, в том числе в православной церкви на Успенском кладбище. Церковь не сохранилась.
На кладбище много опрокинутых, разбитых надгробий, безымянных крестов и могил, лишенных идентификационных меток. Встречаются старинные памятники со стертыми надписями и новыми табличками.
Около главной аллее сохранилось фамильное захоронение представителей известного могилевского дворянского рода Гортынских. 11 могил семьи представляют период с 1844 по 1913 год: Гортынский Григорий Иванович (1769—1848), Марья Семеновна Коралькова-Гортынская (1775—1844), Гортынский Николай Григорьевич (1799—1887), Гортынский… (1810 −1880), Константин Николаевич Гортынский (1831—1901), Николай Николаевич Гортынский (1833—1889), Феодосия Ефимовна Гортынская (1844—1904), Александра Николаевна Гортынская (1861—1906), малышка Ольга Гортынская (1876), Гортынский Грыня (1885—1913), младенец Михаил Гортынский (1886).
Около западной границы кладбища находится богато украшенная часовня-усыпальница семьи Кленце 1909 г. в стиле классицизма с оградой.

## Известные люди, похороненные на кладбище
- Николай Григорьевич Гортынский (1799—1887) — могилевский меценат, летописец, краевед[6]
- Александр Васильевич Силецкий (умер 11 января 1868 года в возрасте 32 лет)[7] — портретист. Свободный ученик Академии художеств с 1857. В 1860 году удостоен звания неклассического художника[8].
- Кузьма Кондратьевич Карицкий (ум. 19 августа 1864) — почтмейстер Могилёвской губернии, статский советник и дворянин[9].
- Михаил Данилович Василевский (ум. 23.04.1889) — подпоручик[9].
- Даниил Иосифович Василевский (10 декабря 1816 — 20 июля 1886) был статским советником[9].

Братская могила летчиков, в которой похоронены 6 летчиков, которые погибли в Великой Отечественной войне. На могиле установлен обелиск.

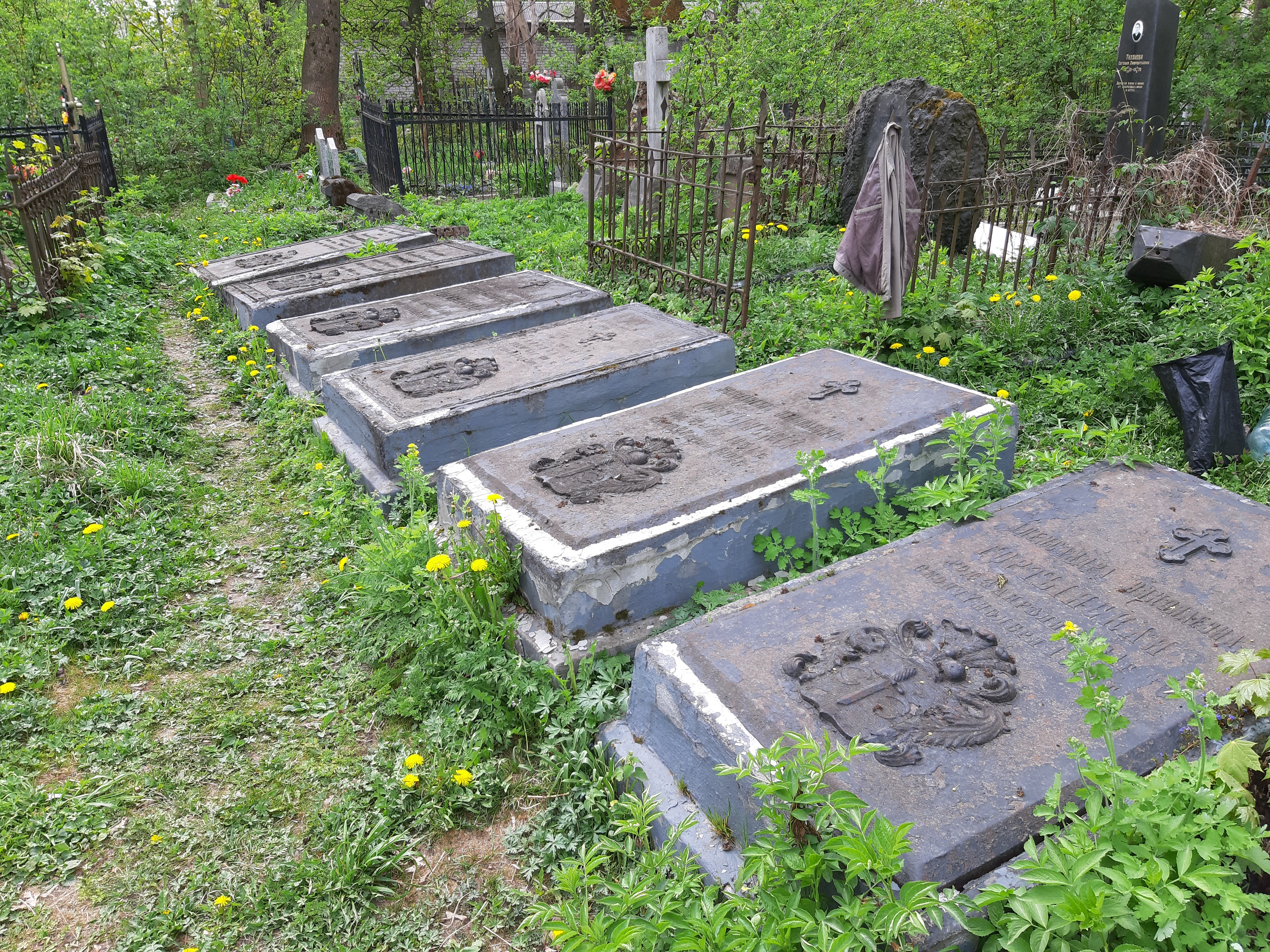
Могилы Гортынских
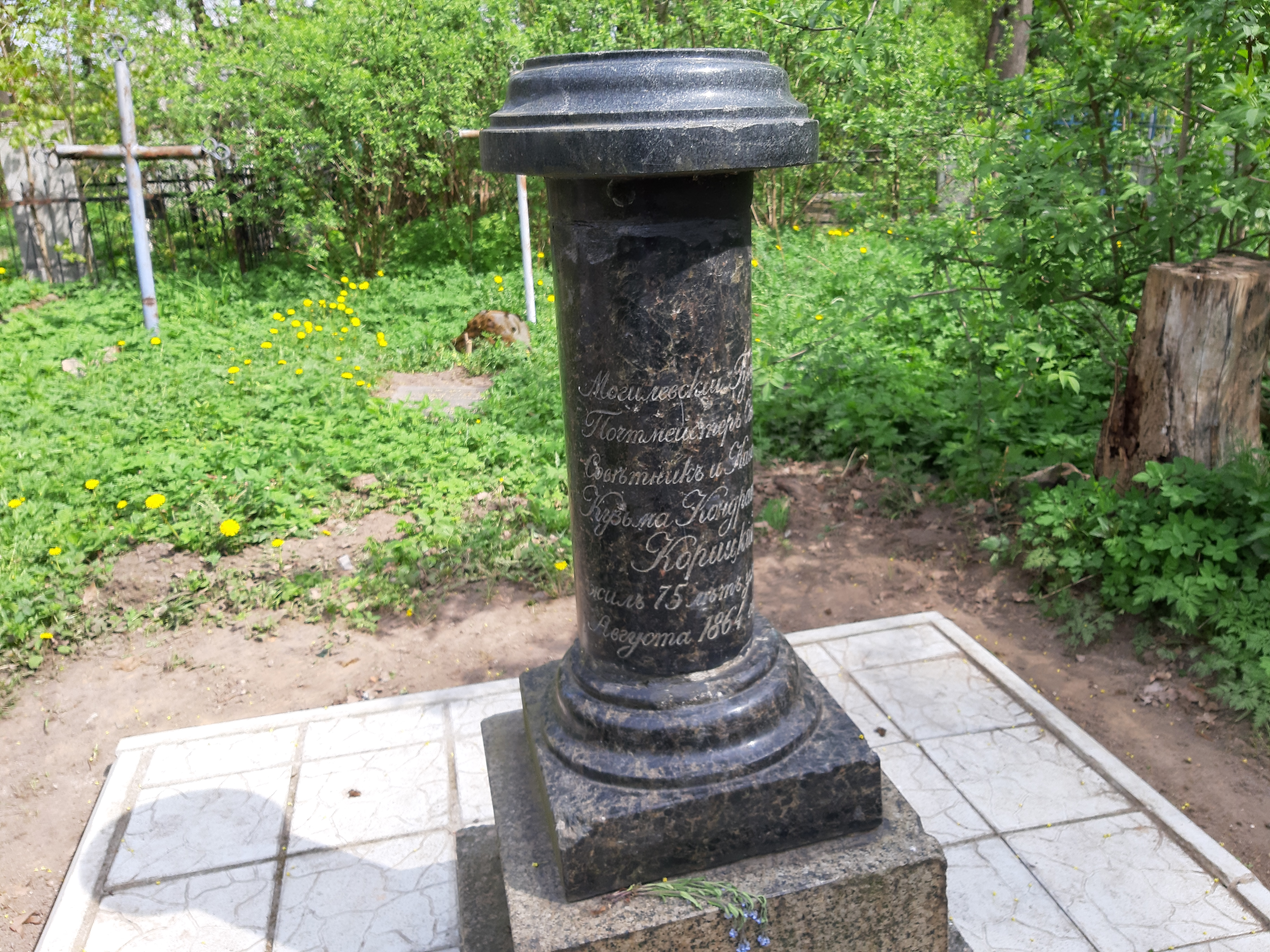
Могила губернского почтмейстера Кузьмы Карицкого
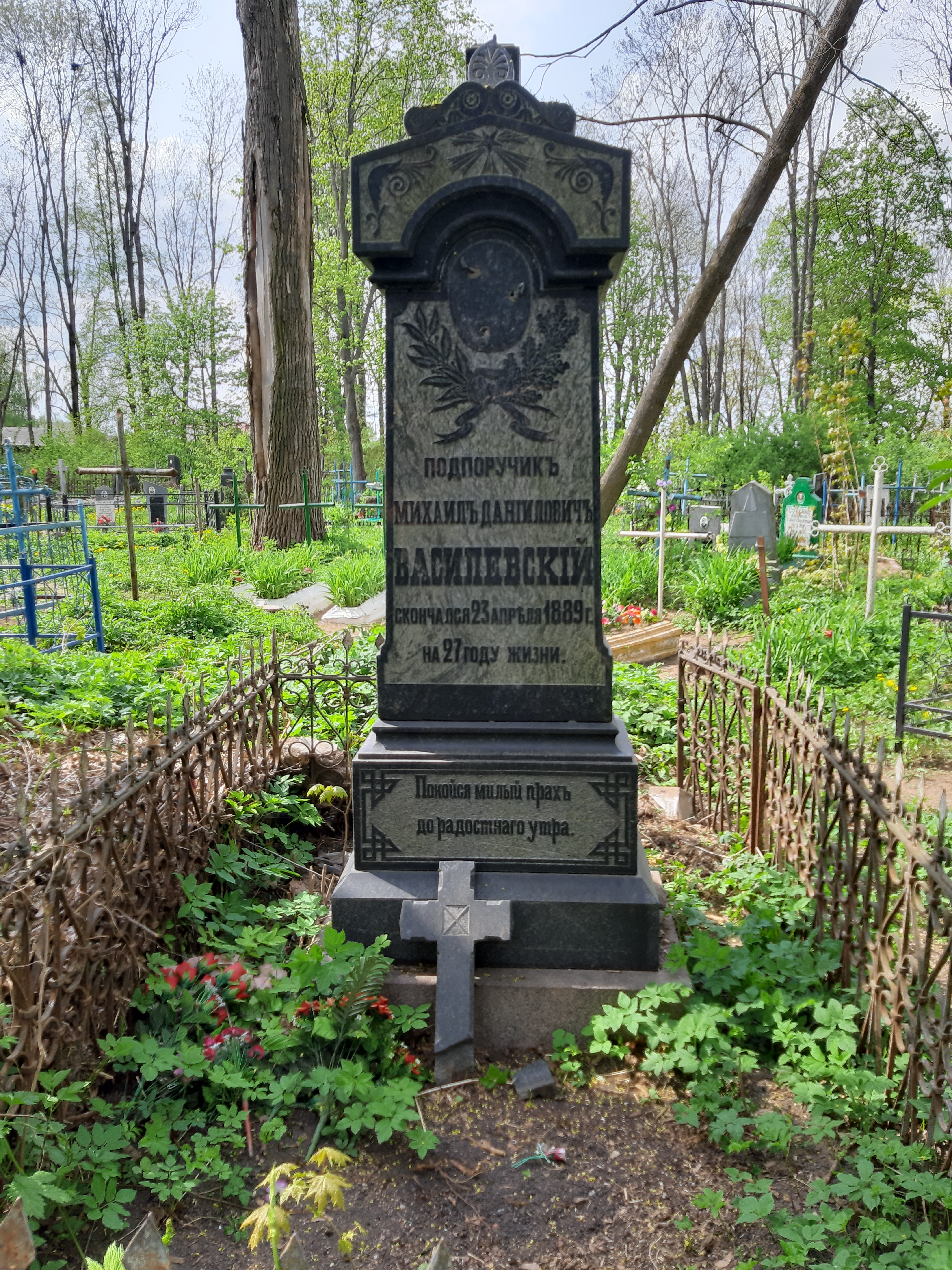
Могила подпорутчика Михаила Василевского
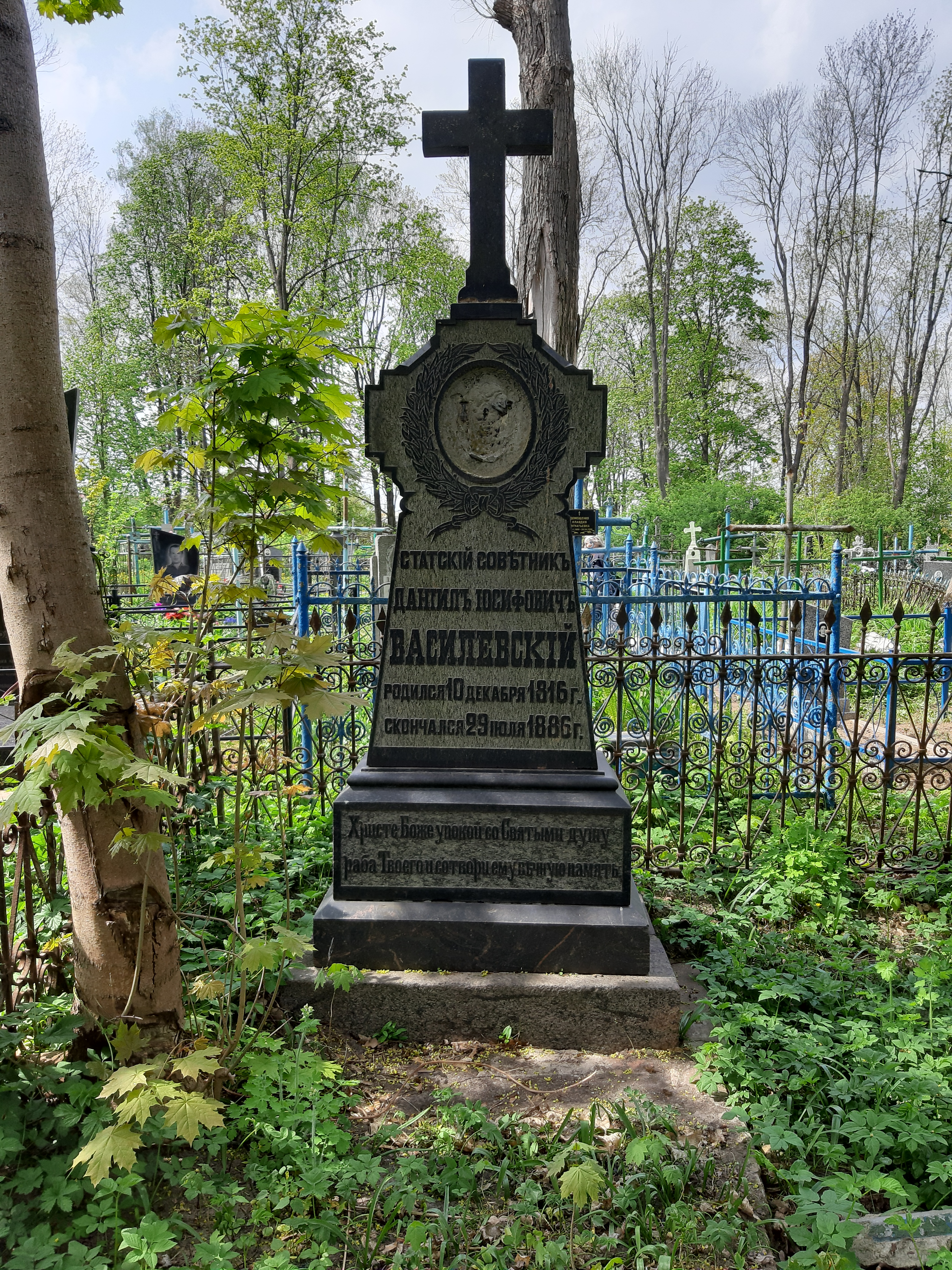
Могила статского советника Даниила Василевского
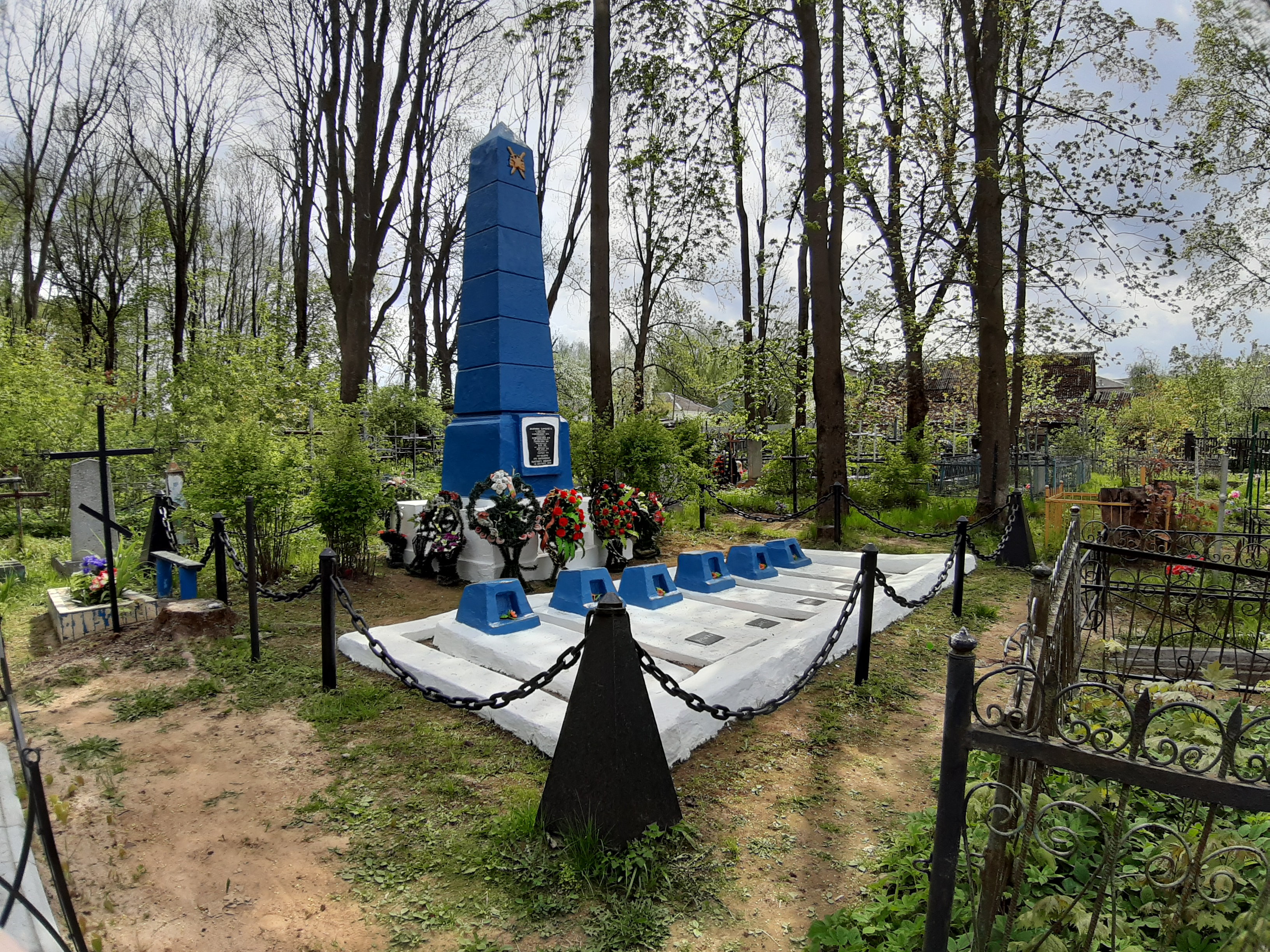
Братская могила летчиков
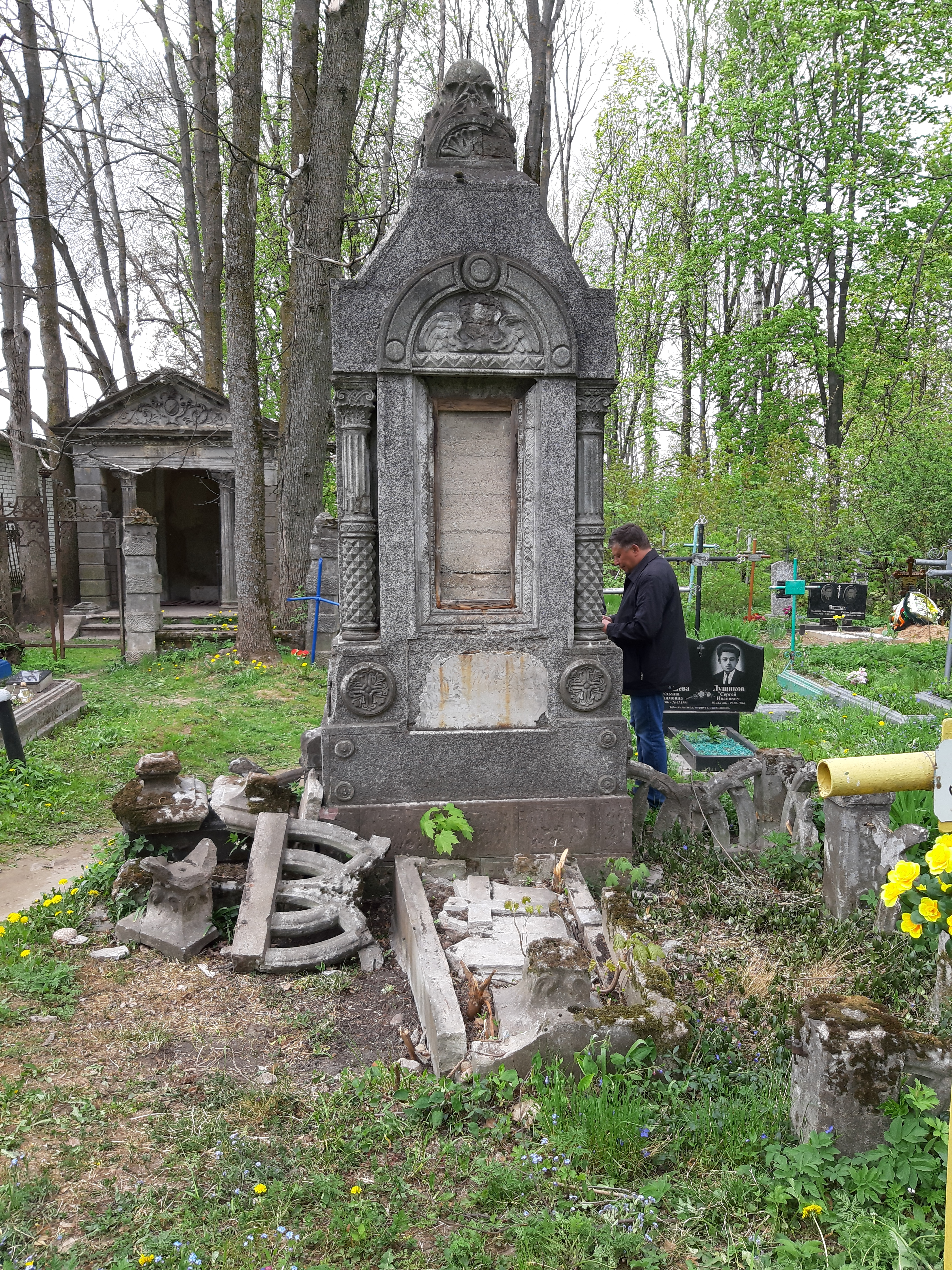
Могила неизвестного
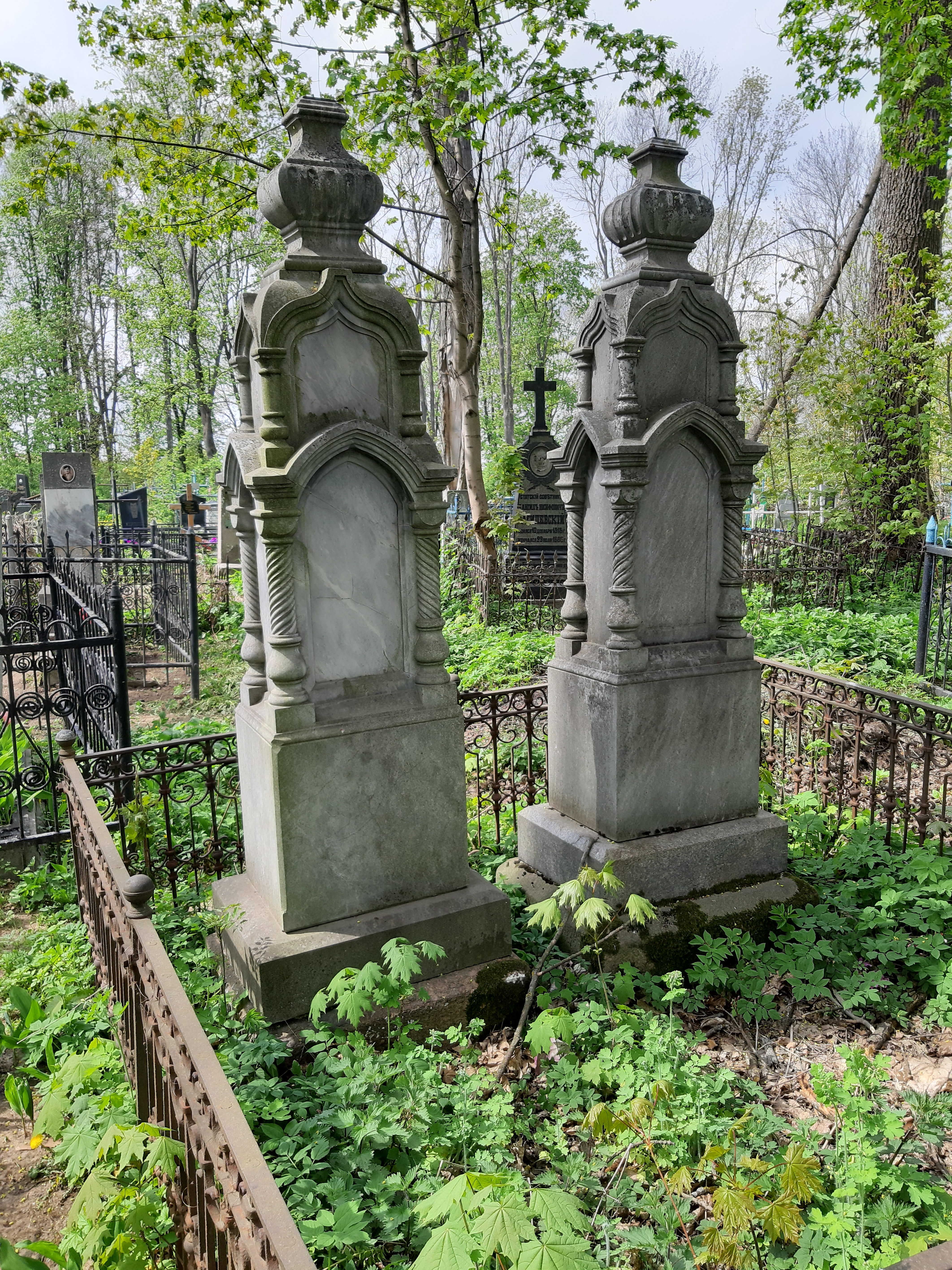
Могилы братьев Андрея и Косьмы Прасольных, руководивших фотостудией